# CCL9
CCL9, hemokine (C-C motiv) ligand 9, je mali citokin iz CC hemokin familije. On se naziva makrofagni inflamatorni protein-1 gama (MIP-1γ), protein-2 koji je sličan macrofagnom inflamatornom proteinu (MRP-2) i CCF18. Bio je opisan kod glodara. CCL9 je ranije imao oznaku CCL10. Ta oznaka se više ne koristi. On se izlučuje iz folikl-asociranog epitelijuma (FAE). CCL9 privlači dendritske ćelije koje poseduju  molekule na ćelijskoj površini i hemokin receptor . CCL9 može da aktivira osteoklaste putem njegovog receptora CCR1 (koji je najobilniji hemokin receptor na osteoklastima) što ide u podršku važnosti CCL9 uloge u resoprciji kostiju. CCL9 je konstitutivno izražen u makrofagama i mijeloidnim ćelijama. Gen za CCL9 je lociran na hromozomu 11 kod miševa.